# Ij Yokwe Lok Aelon Eo Ao
Ij Yokwe Lok Aelon Eo Ao (anglais: My Beloved Homeland, My Birthright) était l'hymne national des Îles Marshall de 1979 à 1991,,. Il fut aussitôt remplacé par Forever Marshall Islands. Les paroles sont en marshallais.

## Historique
En 1979, les îles Marshall sont détachées du Territoire sous tutelle des îles du Pacifique. Ij Yokwe Lok Aelon Eo Ao devint alors l'hymne officiel de l'archipel, statut qu'il conservera lors de l'indépendance des Îles Marshall vis-à-vis des États-Unis en 1986. En 1991, il est abandonné pour finalement être remplacé par Forever Marshall Islands.

## Paroles
| En marshallais | Transcription API | Traduction en anglais |
| Ij io̧kwe ļo̧k aelōn̄ eo aō, Ijo iaar ļotak ie, Meļan ko ie, im iaļ ko ie, Im iiāio ko ie. Ij jāmin ilo̧k jāne, Bwe ijo jikū em̧ool, Im aō ļām̧oran indeeo. Em̧m̧an 'ļan̄n̄e inaaj mej ie. | [itʲ i̯ɒ.kwɛ lˠɒkʷ ɑe̯.lʲɤŋ ɛ̯ɔ ɑ.ɤ] [i.tʲɔ i̯ɑːrˠ lʷɔ.tˠɑk i̯ɛ] [mʲɛ.lˠɑnʲ kɔ i̯ɛ imʲ i.ɑlˠ kɔ i̯ɛ] [imʲ iː.æ.i̯o kɔ i̯ɛ] [itʲ tʲæ.mʲinʲ i.lʲɒkʷ tʲæ.nʲɛ] [pwɛ i.tʲɔ tʲi.kɯ ɛ.mˠɔːlʲ] [imʲ ɑɤ̯ lˠæ.mˠɔ.rʷɑnʲ inʲ.rʲeː.ɔ] [ɛmˠ.mˠɑnʲ lˠɑŋ.ŋɛ i.nʲɑːtʲ mʲetʲ i̯ɛ] | I love my islands, Where I was born, The surroundings, the paths, And the gatherings. I cannot leave here, Because this is my rightful place, My family heritage is forever here. It is best for me to die here. |